# Alphonse Leweck
Alphonse „Fons“ Leweck (* 16. Dezember 1981) ist ein ehemaliger luxemburgischer Fußballspieler.

## Karriere

### Verein
Leweck begann seine Fußballkarriere bei den Young Boys Diekirch, wo er ab 1998 bereits in der Seniorenmannschaft spielte. Zwei Jahre später wechselte er zum Erstligisten Etzella Ettelbrück, mit dem Leweck am Saisonende Platz drei in der Liga belegte. Schon bald kam er zu regelmäßigen Einsätzen und spielte sich in die Stammelf des Klubs. 2002 und 2003 erreichte der Mittelfeldspieler mit seinem Team das Endspiel um den luxemburgischen Pokal. 2002 unterlag man mit 0:1 gegen CS Grevenmacher, im Folgejahr 1:3 nach Verlängerung gegen F91 Düdelingen. Ebenfalls 2002 musste er mit den Klub als Tabellenletzter in der Relegationsrunde um den Klassenerhalt spielen. Dort setzte man sich gegen Swift Hesperingen, Sporting Mertzig und Progrès Niederkorn nicht durch und musste absteigen. Die Mannschaft schaffte aber den sofortigen Wiederaufstieg und verlor insgesamt nur ein Spiel im Saisonverlauf.
Wieder in der ersten Liga angekommen erspielte sich Leweck mit Etzella den dritten Rang und qualifizierte sich damit für die Meisterschaftsrunde. Jedoch wurde man nur dritte von vier Mannschaften und verpasste damit die Qualifikation für den UEFA-Pokal. Im Folgejahr wurde die Mannschaft Vizemeister hinter F91 Düdelingen. Bis 2007/08 war der Verein nie schlechter als Platz vier.
Im Sommer 2010 entschied sich Leweck zusammen mit seinem Bruder Charles zum Vorjahresmeister Jeunesse Esch zu wechseln. Dort erhielt der Mittelfeldspieler einen Zwei-Jahres-Vertrag. Nach nur einer Saison kehrten beide 2011 zu Etzella Ettelbrück zurück. Von 2014 bis 2018 war er wieder zusammen mit seinem Bruder beim luxemburgischen Drittligisten FC 72 Erpeldingen als Co-Spielertrainer aktiv.

### Nationalmannschaft
Am 14. Februar 2002 gab Leweck im Spiel gegen Albanien sein Debüt in der A-Nationalmannschaft.
Am 13. Oktober 2007 schoss der Mittelfeldspieler in seinem nach langer Verletzungspause ersten Spiel für die Nationalmannschaft, in der 95. Spielminute das 1:0-Siegtor gegen Belarus. Es war seit 1995 der erste Sieg einer luxemburgischen Fußballnationalmannschaft in einer EM-Qualifikation. Ebenso erzielte Leweck beim 2:1-Sensationssieg in der WM-Qualifikation den Siegtreffer bei den favorisierten Schweizern. Der Offensivspieler absolvierte 54 Länderspiele, wobei ihm vier Treffer gelangen. 2009 beendete er seine Karriere in der Nationalmannschaft.

## Sonstiges
- Lewecks jüngerer Bruder Charles Leweck ist ebenfalls Fußballer in Luxemburg. Beide spielten jahrelang zusammen bei Etzella Ettelbrück und Jeunesse Esch sowie in der Nationalmannschaft.
- Mit 54 Länderspielen belegt Leweck aktuell Platz 24 in der Liste der Rekordspieler für Luxemburg.[10]